# Max Wingenroth
Max Wingenroth (* 13. Mai 1872 in Mannheim; † 15. Juni 1922 in Freiburg im Breisgau) war ein deutscher Kunsthistoriker.

## Leben
Max Wingenroth stammte aus einer großbürgerlichen Mannheimer Familie, sein Elternhaus war das Palais Bretzenheim. Nach dem Abitur 1890 in Mannheim studierte er zunächst zwei Semester Medizin in Freiburg. Anschließend studierte er 1891 bis 1896 Kunstgeschichte in München, Freiburg (bei Franz Xaver Kraus) und Heidelberg (bei Henry Thode). In Heidelberg wurde er 1897 mit einer Arbeit zu Benozzo Gozzoli promoviert. Nach Ableistung des Militärdienstes als Einjährig-Freiwilliger beim 2. Badischen Grenadier-Regiment „Kaiser Wilhelm I.“ Nr. 110 wurde er 1896 Assistent am Germanischen Nationalmuseum in Nürnberg. 1901 wurde er Direktorialassistent an den Großherzoglich Badischen Sammlungen in Karlsruhe unter Ernst Wagner und arbeitete für die Inventarisierung der Kunstdenkmäler von Baden. 1909 wurde er Leiter der Städtischen Sammlungen in Freiburg. Hier baute er die Sammlung auf und war für den Umbau des ehemaligen Augustinerklosters in ein Museum verantwortlich, dessen Eröffnung 1923 er aufgrund seines frühen Todes nicht mehr erlebte.
Seit 1913 war er Schriftleiter, seit 1914 dazu stellvertretender Vorsitzender des Landesvereins Badische Heimat.

## Veröffentlichungen (Auswahl)
- Die Jugendwerke des Benozzo Gozzoli. Winter, Heidelberg 1897 (= Dissertation).
- (Hrsg. und Bearbeitung): Franz Xaver Kraus: Die Kunstdenkmäler der Amtsbezirke Breisach, Emmendingen, Ettenheim, Freiburg (Land), Neustadt, Staufen und Waldkirch (Kreis Freiburg Land) (= Die Kunstdenkmäler des Grossherzogthums Baden Band 6, 1). Mohr, Tübingen 1904 (Digitalisat).
- Angelico da Fiesole. Velhagen & Klasing, Bielefeld/Leipzig 1906.
- Die Kunstdenkmäler des Kreises Offenburg (= Die Kunstdenkmäler des Grossherzogthums Baden Band 7). Mohr, Tübingen 1908 (Digitalisat).
- Die Städtischen Sammlungen in Freiburg im Breisgau. Braun, Karlsruhe 1915.
- Die alte Kunstsammlungen der Stadt Freiburg i. Br. (= Vom Bodensee zum Main Nr. 9) Müller, Karlsruhe 1920.
- Schwarzwälder Maler. Müller, Karlsruhe 1922.
- mit Peter Paul Albert: Freiburger Bürgerhäuser aus vier Jahrhunderten. Filser, Augsburg 1923.